# بونيفاس التاسع
البابا بونيفاس التاسع (1356 - 1 أكتوبر 1404)، بابا الكنيسة الكاثوليكية الـ201. تولى البابوية من 2 نوفمبر 1389 حتى وفاته في 1 أكتوبر 1404.